# (69987) 1998 WA25
(69987) 1998 WA25 транснептуновый объект класса кьюбивано. Его перигелий находится на расстоянии 41,457 а. е. от Солнца, а афелий на расстоянии 43,217 а. е. Его диаметр около 160 км. Он был обнаружен 19 ноября 1998 года Марком У. Би.